# 澤列納季布羅瓦 (切爾沃諾阿爾米西克區)
50°33′52″N 28°3′57″E / 50.56444°N 28.06583°E
澤列納季布羅瓦（烏克蘭語：Зелена Діброва）是烏克蘭北部的村莊，隸屬日托米爾州的日托米爾區。該村面積0.84平方公里，海拔高度217米，2001年人口200。